# فراشة البومة
فراشات البومة (الاسم العلمي: Caligo) يشكلون جنس الكاليجو، الذي يتألف من 20 نوع وينتمي إلى فصيلة الحورائيات. توجد في غابات أمريكا الوسطى والجنوبية، من جنوب المكسيك إلى جنوب البرازيل، وترينيداد وتوباغو. تتميز بحجمها، حيث يصل حجم اليرقات إلى 15 سم في والكبار يمكن ان تتجاوز 20 سم.
اسمها يأتي من العيون البسيطة على الجزء الخلفي من أجنحتها، فإنها تعطي مظهر البومة وهناك تكهنات أنها تستخدم لتخويف الطيور وتقلل من فرص افتراسهم بها. لكن لا يوجد دليل على أن هذا هو دور تلك العيون.

## معرض صور

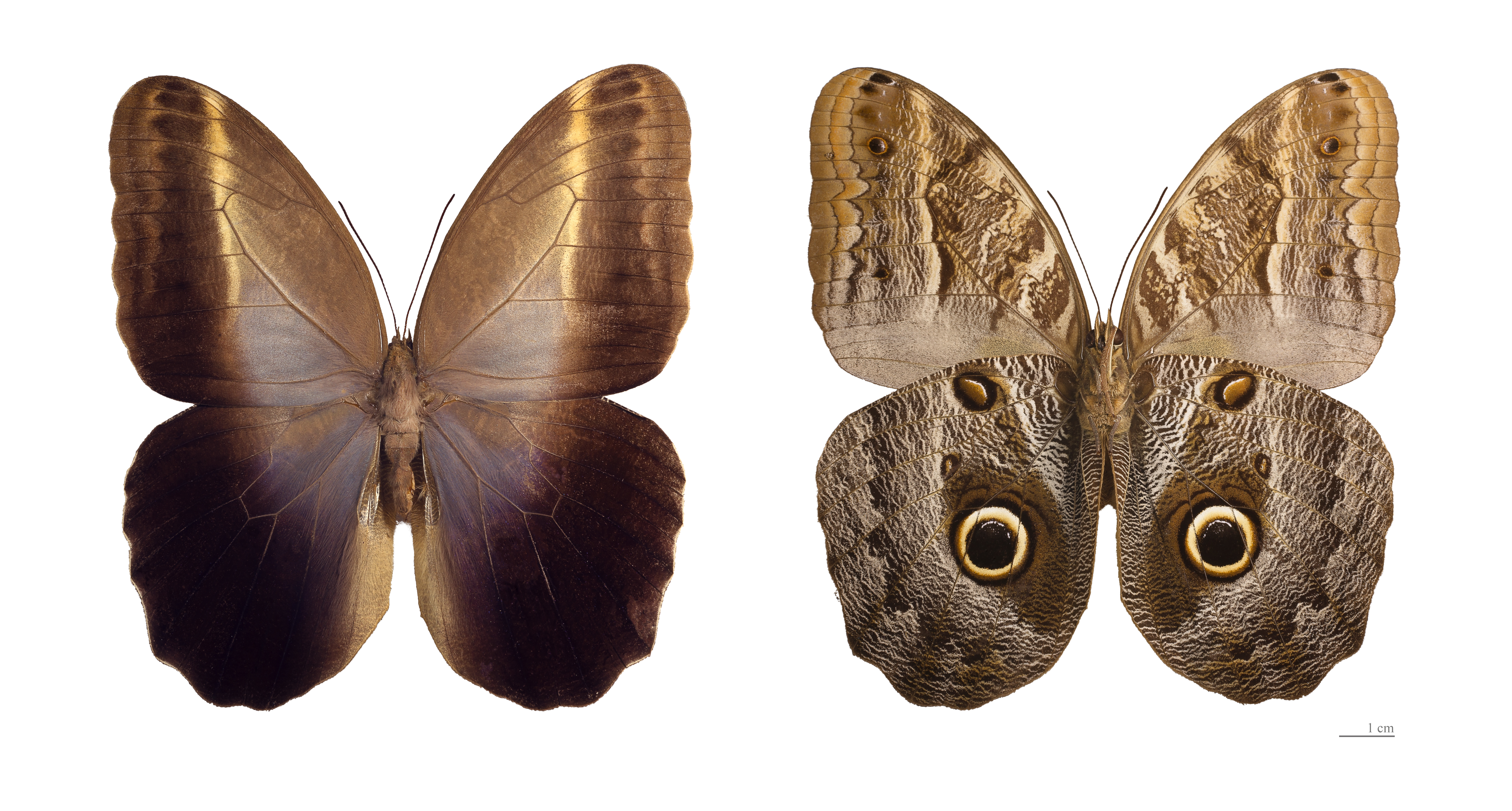
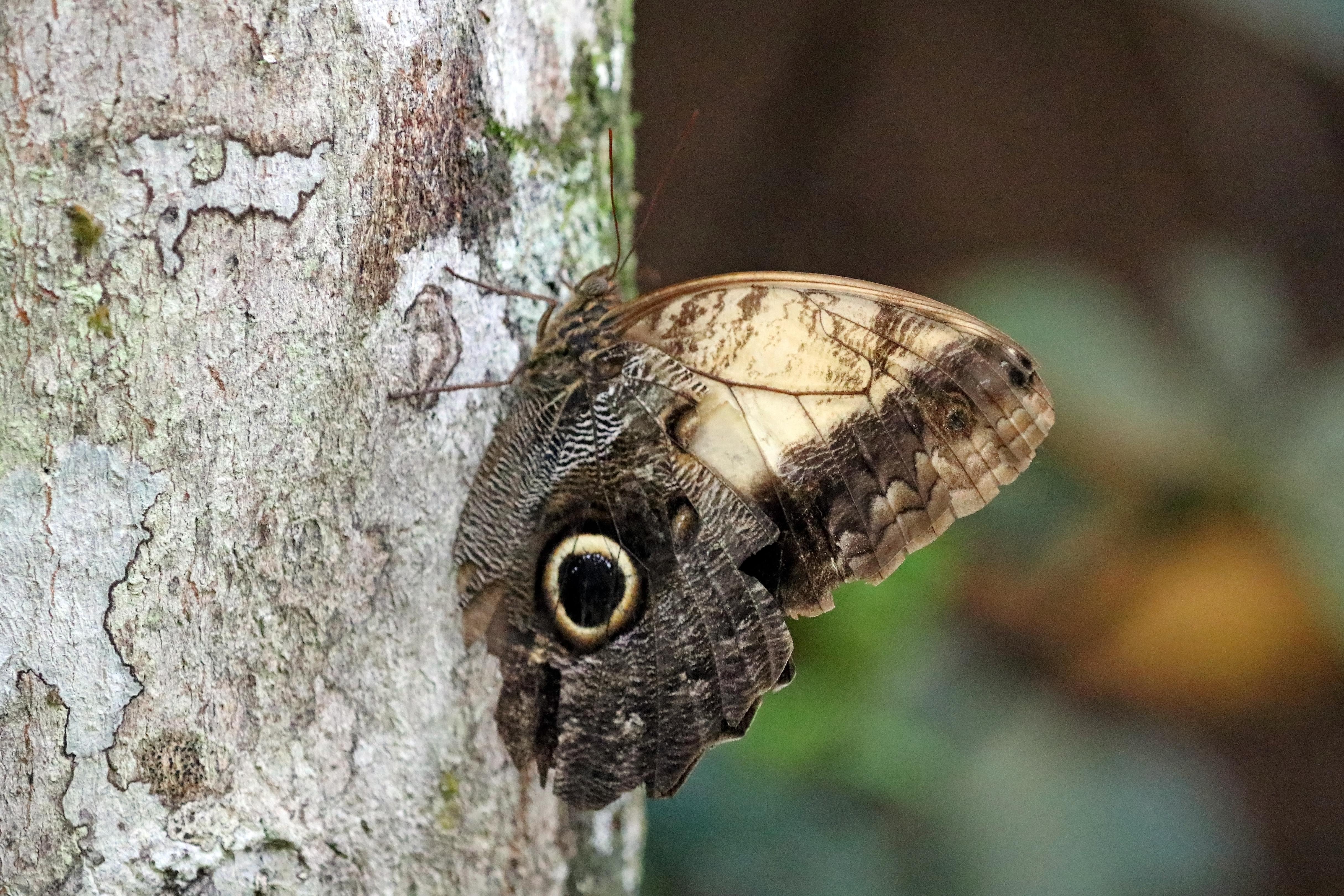
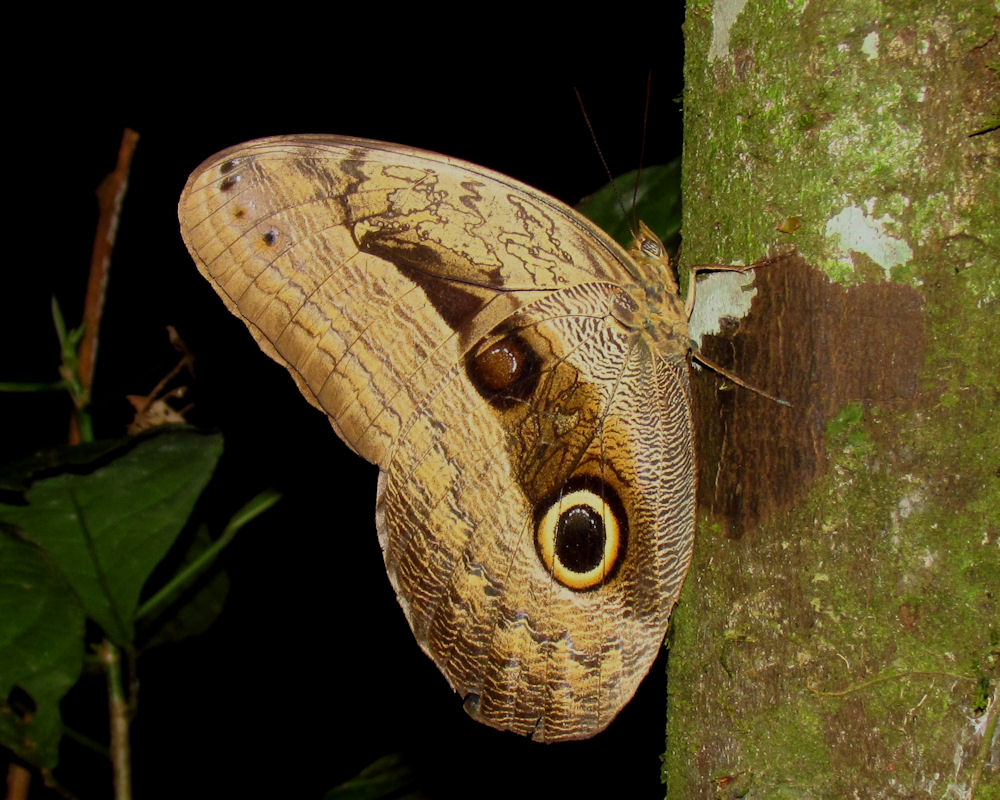
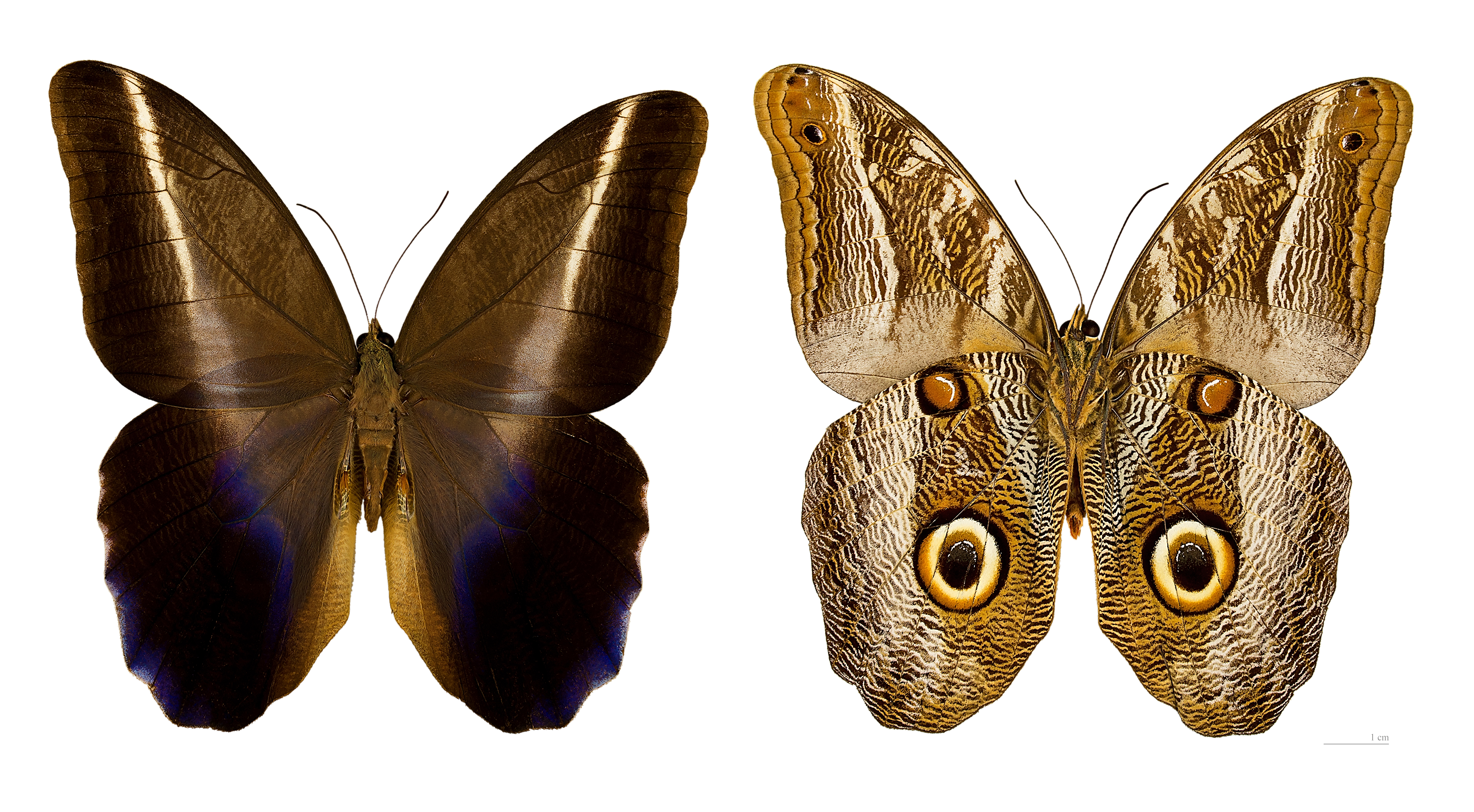